# Kenny Romero
Kenny Romero (Barquisimeto, Estado Lara, Venezuela; 3 de junio de 1995) es un futbolista venezolano que juega como centrocampista y actualmente se encuentra sin equipo.

## Trayectoria

### Selección nacional

#### Campeonato Sudamericano Sub-20
| Sudamericano Sub-20         | Sede    | Resultado     | Partidos | Goles |
| --------------------------- | ------- | ------------- | -------- | ----- |
| Sudamericano Sub-20 de 2015 | Uruguay | Primera ronda | 4        | 0     |

### Profesional
| Club                    | País      | Año       | Partidos | Goles |
| ----------------------- | --------- | --------- | -------- | ----- |
| ACD Lara                | Venezuela | 2012-2013 | 3        | 0     |
| Aragua FC               | Venezuela | 2013-2016 | 28       | 0     |
| Zulia Fútbol Club       | Venezuela | 2016-2017 | 12       | 1     |
| Academia Puerto Cabello | Venezuela | 2018      | 10       | 0     |
| Zulia Fútbol Club       | Venezuela | 2019      | 15       | 0     |
| Aragua FC               | Venezuela | 2019-     | 22       | 3     |

## Palmarés

### Campeonato Nacionales
| Título          | Club     | País      | Año  |
| --------------- | -------- | --------- | ---- |
| Copa Venezuela  | Zulia FC | Venezuela | 2016 |
| Torneo Clausura | Zulia FC | Venezuela | 2016 |
| Copa Venezuela  | Zulia FC | Venezuela | 2018 |